# Melissa Benoist
Melissa Marie Benoist (Houston, 4 de outubro de 1988) é uma atriz e cantora norte-americana. Tendo atuado no cinema, teatro e televisão, ela é mais conhecida por interpretar a personagem-título da série de televisão Supergirl (2015–2021).
Benoist ganhou reconhecimento ao interpretar Marley Rose na série Glee (2013–2014). Ela também participou de filmes como Whiplash (2014), Danny Collins (2015), The Longest Ride (2015), Patriots Day (2016), Lowriders (2016) e Sun Dogs (2017), e interpretou a esposa de David Koresh, Rachel Jones, na minissérie Waco (2018).
No teatro, Benoist fez sua estreia na Broadway em 2018 como Carole King no musical Beautiful: The Carole King Musical.

## Primeiros anos
Benoist nasceu na cidade de Houston, Texas no dia 4 de outubro de 1988, e foi criada na cidade de Littleton no Colorado. Ela é filha de Julie Renee Benoist e James Logan Benoist, um médico; eles se divorciaram quando ela era jovem. Seu bisavô paterno era de ascendência francesa. Ela tem duas irmãs: Jessica, uma romancista, e Kristina, uma cientista ecológica. Melissa também tem cinco meio-irmãos do novo casamento de seu pai. Ela foi criada principalmente por sua mãe no subúrbio de Denver, no Colorado, após a separação de seus pais.
Ela começou as aulas de dança aos três anos, com foco em jazz, balé e sapateado. Quando tinha quatro anos, sua tia a colocou em uma peça da igreja que ela dirigia; depois disso, ela começou a fazer teatro infantil comunitário em sua cidade natal.
Quando adolescente, Benoist se apresentou anonimamente na Disneyland em vários medleys de canções musicais por três verões com a Academy of Theatre Arts, uma escola de teatro musical que ela frequentava, localizada em Littleton, Colorado, dirigida por Paul Dwyer e Alann Worley. Ela se apresentou localmente em uma série de produções teatrais, incluindo A Month in the Country, Cinderela, A Chorus Line e Bye Bye Birdie no Town Hall Arts Center, um teatro profissional localizado na área metropolitana de Denver. Em vez de ir a festa de formatura do ensino médio, ela encenou a peça Evita com outros membros do elenco no antigo Country Dinner Playhouse.
Em 2006, o The Denver Post nomeou Benoist como um dos cinco "Can't Miss Kids" do Colorado. Em 2007, ela se formou no ensino médio pela Arapahoe High School, localizada na cidade de Centennial, no Colorado, e então se mudou para a cidade de Nova Iorque para seguir carreira no teatro musical. Ela inicialmente frequentou o Marymount Manhattan College para o programa de teatro musical do BFA (Bacharelado em Belas Artes), mas em seu segundo ano, ela mudou para o teatro, devido à sua admiração por peças russas do século XIX. Em 2011, ela se formou na conhecida faculdade particular de artes liberais com um bacharelado em artes teatrais. Enquanto cursava a faculdade, ela interpretou Millie Dilmount em uma produção urbana off-off-Broadway de Thoroughly Modern Millie e Rosalind em As You Like It no Theresa Lang Theatre.

## Carreira

### 2008–2011: Primeiros trabalhos
O primeiro filme de Melissa foi Tennessee, de 2008, onde estrelou junto a cantora Mariah Carey. Após isso, fez pequenas aparições em Law & Order: Criminal Intent, Blue Bloods e The Good Wife, enquanto ainda estava na faculdade. Ela interpretou Kelly no musical The Unauthorized Autobiography of Samantha Brown, de Brian Lowdermilk e Kait Kerrigan, no Norma Terris Theatre, em 2011.

### 2012–2014: Destaque com Glee e papéis no cinema

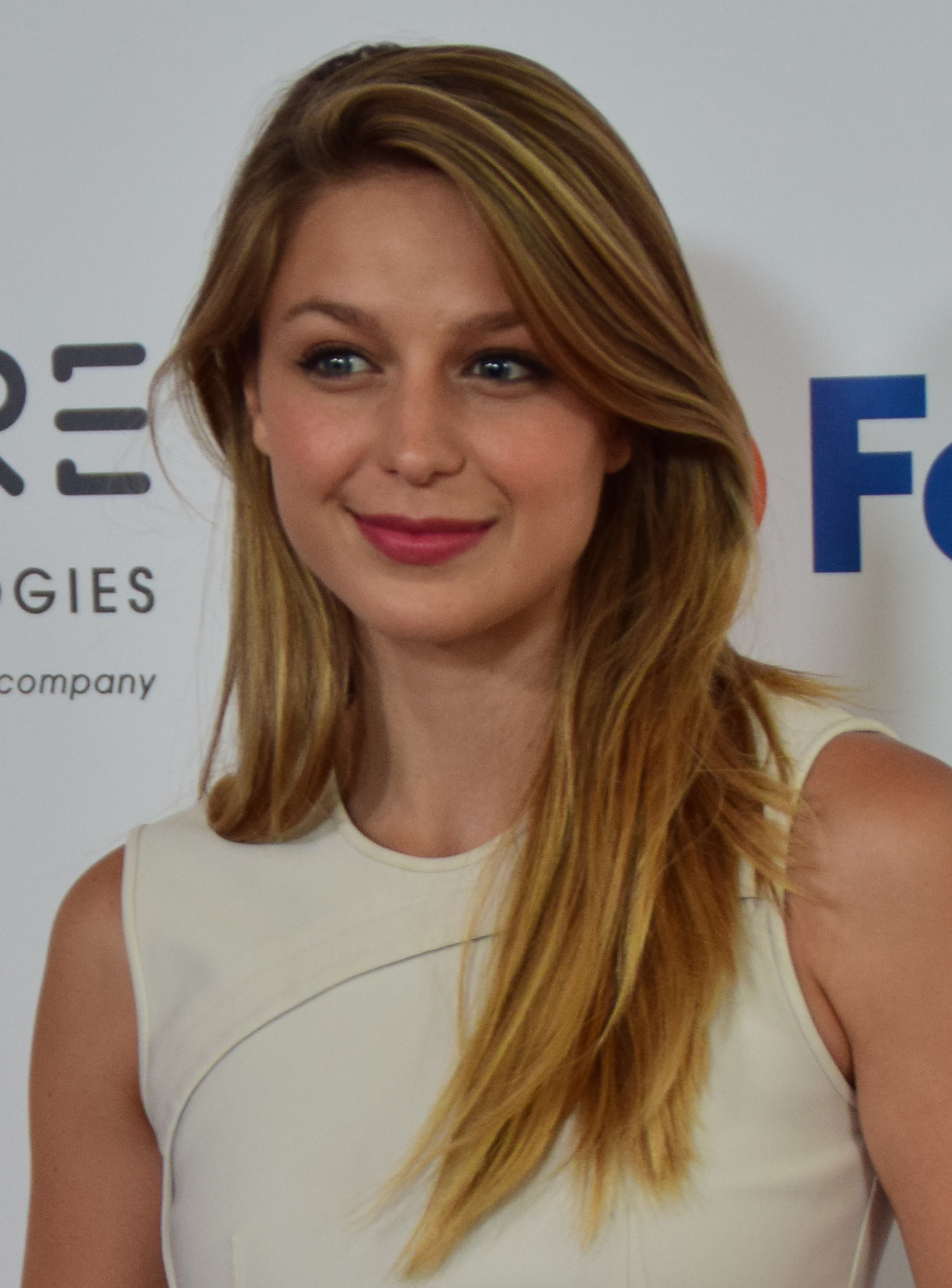
Benoist em 2015 no 6^{o} Thirst Gala anual do Projeto Thirst.

Em maio de 2012, fez o teste para Glee em Nova York no Roundabout Theatre Company, cantando uma música diferente para cada um de seus cinco testes, incluindo: "Fidelity", de Regina Spektor, "King of Anything" por Sara Bareilles, uma canção de Colbie Caillat, e várias peças de teatro musical. Em julho, ela fez dois testes de tela na Califórnia para o criador/escritor da série, Ryan Murphy, para os diretores de elenco e para produtores executivos. Ela interpretou Marley Rose na quarta e quinta temporadas de Glee. Sua primeira aparição como Marley Rose foi no primeiro episódio da quarta temporada, intitulado "The New Rachel". Como os criadores estavam procurando uma atriz para interpretar Marley há muito tempo, ela começou a trabalhar no dia em que descobriu que havia conseguido o papel. A primeira apresentação de Benoist na série foi um dueto da música "New York State of Mind" com Lea Michele, durante o primeiro episódio da 4ª temporada. O cover da canção chegou a vinte e quatro na parada Bubbling Under Hot 100 Singles.
Ela e Darren Criss, co-estrela de Glee, apareceram com Josh Duhamel na abertura do Kids 'Choice Awards de 2013. No mesmo ano, ela foi escolhida para ser a embaixadora do novo produto da Coca-Cola, P10 300 mL Coke Mismo. Em junho de 2013, eles foram para Manila, Filipinas, para endossar o produto visitando vários shoppings e se reunindo com fãs. Ela, junto com vários outros atores, não foi chamada de volta para Glee no início de 2014. Em meados de 2013, Benoist e Blake Jenner realizaram uma campanha no Kickstarter para ajudar a financiar a produção do longa-mentragem Billy Boy, estrelado pelos dois.
O projeto atingiu sua meta de US$ 100.000. Benoist interpretou Nicole, interesse amoroso de Miles Teller no filme Whiplash de 2014, que ganhou os prêmios principais (prêmios do Grande Júri e do Público) no Sundance Film Festival de 2014. Em junho de 2014, ela se juntou ao elenco da adaptação cinematográfica do livro The Longest Ride (Uma Longa Jornada) escrito por Nicholas Sparks, interpretando Marcia.
Ela teve um papel no filme Danny Collins de 2015, estrelado por Al Pacino, Jennifer Garner e Annette Bening. Ela interpretou Jamie, uma recepcionista de um hotel frequentado por uma das estrelas do rock favoritas dela. No mesmo ano, Benoist também interpretou Becky Thatcher em Band of Robbers, uma versão moderna de The Adventures of Tom Sawyer e de The Adventures of Huckleberry Finn. Em maio de 2015, foi anunciado que Benoist interpretaria Lorelai no filme Low Riders, substituindo Lily Collins e Nicola Peltz, que estavam em negociações para o papel anteriormente. Em agosto daquele ano, ela conseguiu o papel principal no longa-metragem da Screen Gems, Oxford, com Sam Heughan como seu protagonista.

### 2015–presente: Estreia de Supergirl e estreia de Melissa na Broadway
Em outubro de 2015, o primeiro episódio da série de televisão, Supergirl, com Benoist no papel principal de Kara Zor-El foi ao ar na CBS. Ela se tornou a primeira mulher a liderar uma série de super-heróis em horário nobre desde que a Wonder Woman saiu do ar em 1979. A estreia foi assistida por 12,96  milhões de telespectadores e recebeu um pedido de temporada completa pela CBS em 30 de novembro de 2015. Ela foi a primeira atriz a ser procurada para o papel. Benoist recebeu, no geral, críticas positivas por sua interpretação de Kara Zor-El. Mais tarde, a série começou a ser transmitida pela The CW, antes da estreia da segunda temporada. Ela também participou dos crossovers do Arrowverse "Invasão", "Crise na Terra-X", "Elseworlds", e "Crise nas Infinitas Terras", bem como em The Flash, no episódio "Duet". Ela interpretou a duplicada da Supergirl, Overgirl (da Terra-X) na série de animação Freedom Fighters:The Ray, da CW Seed. A atriz fez sua estreia na direção em um episódio durante a quinta temporada.

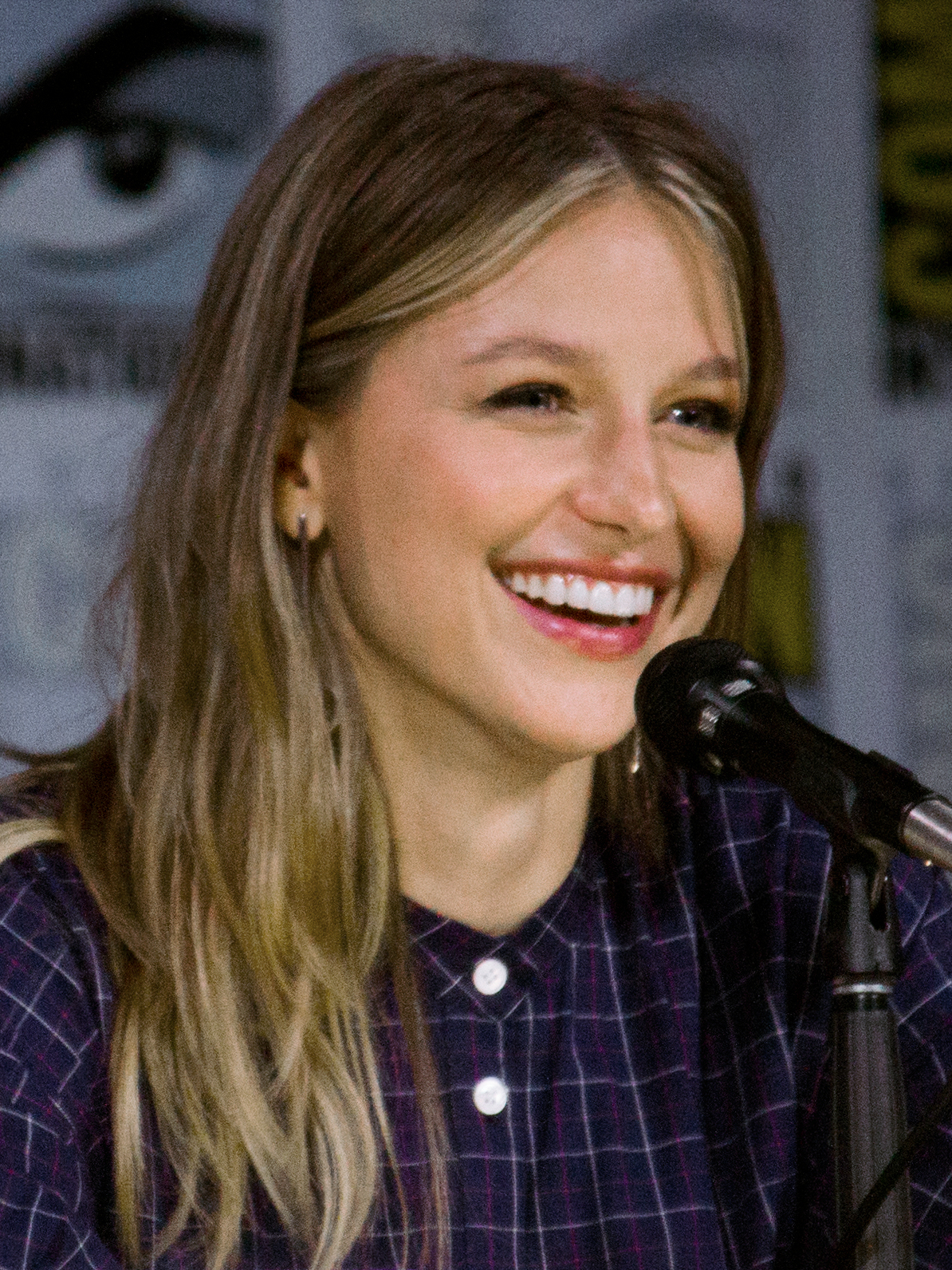
Benoist em 2017 na San Diego Comic-Con.

Ela apareceu como apresentadora na 42ª edição do People's Choice Awards (42nd People's Choice Awards), que foi ao ar em 6 de janeiro de 2016 na CBS, e na 73ª edição do Golden Globes (Prêmios Globo de Ouro), que apresentou juntamente com seu colega de trabalho em Glee e The Flash, Grant Gustin, transmitido no dia 10 de janeiro de 2016.
Em maio de 2016, Benoist foi escalada para interpretar Katherine Russell, a viúva do falecido terrorista Tamerlan Tsarnaev, responsável pelo atentado à Maratona de Boston, no filme Patriots Day de Peter Berg. Em junho, foi anunciado que ela foi escalada para estrelar o filme Sun Dogs. Também naquele mês, a Human Rights Campaign divulgou um vídeo em homenagem às vítimas do tiroteio na boate de Orlando; no vídeo, Benoist e ou outros contaram as histórias das pessoas mortas lá.
Em abril de 2017, Benoist foi escalada para o papel de Rachel Koresh, a esposa legal de David Koresh, líder da seita ramo Davidiano na minissérie Waco, da Paramount Network. Benoist se apresentou em "The Super Duper Minecraft Musical!", um vídeo que foi feito para divulgar o Super Duper Graphics Pack (um pacote de super gráficos) do Minecraft em novembro.
Em 7 de maio de 2018, foi anunciado que Benoist interpretaria Carole King, a personagem principal no show da Broadway Beautiful: The Carole King Musical no Stephen Sondheim Theatre, que marcou sua estreia na Broadway para uma temporada limitada de 7 de junho a 4 de agosto de 2018.
Em fevereiro de 2021, ela lançou a Three Things Productions, sua própria produtora, depois de fazer um acordo geral com a Warner Bros.
Em 2024 Melissa se tornou a protagonista da série "The Girls on the Bus", um drama político da plataforma Max. Esta série é sua primeira grande atuação desde "Supergirl". Benoist interpreta Sadie McCarthy, uma jornalista do The New York Sentinel, que se junta a três outras repórteres para cobrir uma campanha presidencial. A série é inspirada no livro de memórias de Amy Chozick sobre a campanha de Hillary Clinton e explora temas como amizade, amor e escândalos políticos. Apesar do bom retorno inicial, a série foi cancelada após uma temporada.

## Vida pessoal
Durante seu primeiro semestre na faculdade, quando estava aprendendo a andar de bicicleta, um táxi chocou-se contra ela deixando uma evidente marca acima da sobrancelha. Ela tem uma bicicleta tatuada em seu pé esquerdo.
Em 2014, Benoist tornou-se vítima do “The Fappening”, após fotos íntimas supostamente terem sido vazadas, junto com as de várias outras atrizes de Hollywood. Benoist, em resposta, disse que a “invencibilidade não deve ser apoiada”, e adicinou a hiperligação para um Ted Talk, que comentava sobre notícias falsas.
Em 2015, foi anunciado que ela e a co-estrela de Glee, Blake Jenner, se casaram. Benoist comentou que eles haviam casado "há mais tempo do que as pessoas imaginavam", com algumas fontes afirmando que o casamento foi em 2013, no mesmo ano de seu noivado. No final de dezembro de 2016, ela pediu o divórcio alegando "diferenças irreconciliáveis". O divórcio foi concluído em dezembro de 2017.
Ainda em 2015, Benoist sofreu um incidente que danificou sua íris e quebrou seu nariz. Outra sequela foi na sua pupila, que ficou permanentemente alargada. Em novembro de 2019, em seu Instagram, Benoist revelou que o incidente ocorreu durante uma discussão, quando um iPhone foi jogado contra ela, em uma relação marcada por constantes violências domésticas. Anteriormente, ela havia dito que o acidente ocorreu porque ela sofreu uma queda da escada e bateu a cabeça em um vaso de planta. Benoist também afirmou em seu vídeo que nesta relação chegou a ser esbofeteada, socada, jogada contra a parede, arrastada pelo cabelo e sufocada... Em outubro de 2020, Jenner fez uma longa postagem em seu Instagram, um suposto pedido de "desculpas," onde admitiu ter causado o ferimento no olho de Benoist e ter sido violento, afirmou que ela já o havia agredido anteriormente, ressaltando um 'ferimento traumático' durante o banho. Benoist já havia afirmado em seu vídeo que o agrediu em defesa própria.
Em outubro de 2017, Benoist ajudou no lançamento do site "I Don't Mind", de Chris Wood, que trabalha para combater o estigma em torno das doenças mentais, admitindo que ela sofria depressão e ansiedade desde os 13 anos. Ela disse que o apoio de Wood fez com que ela admitisse seus problemas com depressão para os outros. Benoist e Wood anunciaram seu noivado em 10 de fevereiro de 2019, e se casaram em setembro de 2019. Em 4 de março de 2020, o casal anunciou no Instagram que estava esperando seu primeiro filho. Eles anunciaram o nascimento de seu filho, Huxley Robert, em 25 de setembro de 2020.

## Filmografia

### Cinema
| Ano  | Título                    | Personagem        |
| ---- | ------------------------- | ----------------- |
| 2008 | Tennessee                 | Laurel            |
| 2014 | Whiplash                  | Nicole            |
| 2015 | Band of Robbers           | Becky Thatcher    |
| 2015 | Danny Collins             | Jamie             |
| 2015 | The Longest Ride          | Marcia            |
| 2016 | Lowriders                 | Lorelai Baker     |
| 2016 | Patriots Day              | Katherine Russell |
| 2017 | Billy Boy                 | Jennifer          |
| 2017 | Sun Dogs                  | Tally Petersen    |
| 2019 | Jay and Silent Bob Reboot | Ela mesma         |

### Televisão
| Ano             | Título                            | Papel                  | Notas                                                                                           |
| --------------- | --------------------------------- | ---------------------- | ----------------------------------------------------------------------------------------------- |
| 2010            | Blue Bloods                       | Renee                  | Episódio "Privilege"                                                                            |
| 2010            | The Good Wife                     | Molly                  | Episódio: "Nine Hours"                                                                          |
| 2010            | Law & Order: Criminal Intent      | Jessalyn Kerr          | Episódio: "Delicate"                                                                            |
| 2010            | Law & Order: Special Victims Unit | Ava                    | Episódio: "Wet"                                                                                 |
| 2011            | Homeland                          | Stacy Moore            | Episódios "Grace" e "Clean Skin"                                                                |
| 2012 - 2014     | Glee                              | Marley Rose            | Papel recorrente na 4ª Temporada e papel principal na 5ª Temporada                              |
| 2015 -2021      | Supergirl                         | Kara Danvers/Supergirl | Papel principal e diretora do episódio "God Lex Machina"                                        |
| 2016 - 2020     | Arrow                             | Kara Danvers/Supergirl | Episódios: "Invasion!"; "Crisis on Earth-X", "Elseworlds" e "Crisis on Infinite Earths"         |
| 2016 - presente | The Flash                         | Kara Danvers/Supergirl | Episódios: "Invasion!"; "Duet"; "Crisis on Earth-X", "Elseworlds" e "Crisis on Infinite Earths" |
| 2016-presente   | Legends of Tomorrow               | Kara Danvers/Supergirl | Episódios: "Invasion!", "Crisis on Earth-X" e "Crisis on Infinite Earths"                       |
| 2018            | Waco                              | Rachel Koresh          | Minissérie                                                                                      |
| 2019            | Batwoman                          | Kara Danvers/Supergirl | Episódio: "Crisis on Infinite Earths"                                                           |
| 2020            | Robot Chicken                     | Laura, Malorie Hayes   | Dubladora; episódio: "Sundancer Craig in: 30% of the Way to Crying"                             |
| 2024            | The Girls on the Bus              | Sadie McCarthy         | Papel Principal                                                                                 |

### Web
| Ano       | Título                    | Papel                              | Notas                |
| --------- | ------------------------- | ---------------------------------- | -------------------- |
| 2017-2018 | Freedom Fighters: The Ray | Kara Zor-El / Overgirl (dubladora) | Supergirl da Terra-X |

## Teatro
| Ano  | Título                                       | Papel                | Local                           | Ref.   |
| ---- | -------------------------------------------- | -------------------- | ------------------------------- | ------ |
| 2000 | The Sound of Music                           | Brigitta von Trapp   | Country Dinner Playhouse        |        |
| 2003 | The Sound of Music                           | Liesl von Trapp      | Littleton Town Hall Arts Center |        |
| 2006 | Bye Bye Birdie                               | Kim McAfee           | Littleton Town Hall Arts Center | [ 81 ] |
| 2006 | A Chorus Line                                | Bebe Benzenheimer    | Littleton Town Hall Arts Center | [ 82 ] |
| 2006 | A Month in the Country                       | Vera Aleksandrovna'  | Littleton Town Hall Arts Center |        |
| 2006 | Rodger and Hammerstein's Cinderella          | Cinderella           | Littleton Town Hall Arts Center | [ 83 ] |
| 2007 | Evita                                        | Perón's Mistress     | Country Dinner Playhouse        | [ 15 ] |
| 2007 | Footloose                                    | Ariel Moore          | Littleton Town Hall Arts Cente  | [ 84 ] |
| 2007 | The 25th Annual Putnam County Spelling Bee   | Olive Ostrovsky      | Arapahoe High School (Colorado) |        |
| 2009 | As You Like It                               | Rosalind             | Theresa Lang Theatre            | [ 21 ] |
| 2009 | Thoroughly Modern Millie                     | Millie Dilmount      | Marymount Manhattan College     | [ 15 ] |
| 2011 | The Unauthorized Biography of Samantha Brown | Kelly                | Goodspeed Musicals              | [ 23 ] |
| 2018 | Beautiful: The Carole King Musical           | Carole King          | Stephen Sondheim Theatre        | [ 56 ] |
| 2018 | Terms of Endearment                          | Emma Greenway-Horton | Geffen Playhouse                | [ 85 ] |

## Videoclipes
| Ano  | Músicas | Álbum                                             |
| ---- | --- | ------------------------------------------------- |
| 2012 | "Born to Hand Jive", "Look at Me I'm Sandra Dee (Reprise)", "You're the One That I Want" | Glee: The Music Presents Glease                   |
| 2012 | "New York State of Mind", "Holding Out for a Hero", "Some Nights" | Glee: The Music, Season 4, Volume 1               |
| 2012 | "Have Yourself a Merry Little Christmas", "The First Noël" | Glee: The Music, The Christmas Album Volume 3     |
| 2012 | "Chasing Pavements", "Blow Me (One Last Kiss)", "Don't Dream It's Over", "Locked Out of Heaven", "Diamonds Are A Girl's Best Friend"/"Material Girl", "Anything Could Happen", "You Have More Friends Than You Know", "You're All I Need To Get By" "A Thousand Years" | Glee: The Music – The Complete Season Four        |
| 2012 | "Crazy"/"(You Drive Me) Crazy", "Everytime", "Womanizer" | Britney 2.0                                       |
| 2013 | "Mary's Boy Child", "Love Child", "Rockin' Around the Christmas Tree" | The Christmas Album Volume 4                      |
| 2017 | "Moon River", "Super Friend" | The Flash – Musica para o episódio especial: Duet |
| 2017 | "Runnin' Home to You" | Supergirl – Crisis on Earth-X parte 1             |

## Prêmios e indicações
| Ano  | Prêmio                       | Categoria                             | Indicação | Resultado | Ref.   |
| ---- | ---------------------------- | ------------------------------------- | --------- | --------- | ------ |
| 2013 | Teen Choice Awards           | Melhor Estrela de Televisão Escolhida | Glee      | Indicado  | [ 88 ] |
| 2016 | Prêmio Saturno               | Melhor Atriz em Série de Televisão    | Supergirl | Indicado  | [ 89 ] |
| 2016 | Prêmio Saturno               | Breakthrough Performance Award        | Supergirl | Venceu    | [ 90 ] |
| 2017 | Prêmio Saturno               | Melhor Atriz em Série de Televisão    | Supergirl | Venceu    | [ 91 ] |
| 2017 | Teen Choice Awards           | Melhor Atriz em Série de Ação         | Supergirl | Venceu    | [ 92 ] |
| 2017 | Teen Choice Awards           | Melhor Beijo (com Chris Wood)         | Supergirl | Indicado  | [ 92 ] |
| 2017 | Teen Choice Awards           | Melhor Casal (com Chris Wood)         | Supergirl | Indicado  | [ 92 ] |
| 2018 | Prêmio Saturno               | Melhor Atriz em Série de Televisão    | Supergirl | Indicado  | [ 93 ] |
| 2018 | Teen Choice Awards           | Melhor Atriz em Série de Ação         | Supergirl | Venceu    | [ 94 ] |
| 2019 | Prêmio Saturno               | Melhor Atriz em Série de Televisão    | Supergirl | Venceu    | [ 95 ] |
| 2019 | Teen Choice Awards           | Melhor Atriz em Série de Ação         | Supergirl | Indicado  | [ 96 ] |
| 2021 | Critics' Choice Super Awards | Melhor Atriz em Série de Super-herói  | Supergirl | Indicado  | [ 97 ] |
| 2021 | Prêmio Saturno               | Melhor Atriz em Série de Televisão    | Supergirl | Indicado  | [ 98 ] |